# Serie B Profesional de Chile 1937
El Campeonato de Fútbol de la Serie B Profesional de Chile 1937 fue la 3º edición de la segunda categoría de la Asociación de Football de Santiago (AFS) y contó con la participación de diez equipos, jugando todos contra todos en una sola rueda, entre junio a diciembre de 1937.
En el torneo se incorporaron las reservas de los clubes de la División de Honor de 1937, excepto Santiago Wanderers, resultando una mezcla entre Segunda División y Torneo de Reservas. No obstante, se exigió un mínimo de seis jugadores profesionales por cada plantel.
El campeón fue Universidad de Chile, que se adjudicó en forma invicta su segundo título de Serie B.

## Tabla final
| Pos | Equipo               | PJ | PG | PE | PP | GF | GC | Dif | Pts |
| --- | -------------------- | -- | -- | -- | -- | -- | -- | --- | --- |
| 1   | Universidad de Chile | 9  | 8  | 1  | 0  | 47 | 10 | 37  | 17  |
| 2   | Santiago National    | 9  | 7  | 0  | 2  | ?  | ?  | ?   | 14  |
| 3   | Universidad Católica | 9  | 6  | 0  | 3  | ?  | ?  | ?   | 12  |
| 4   | Badminton B          | 9  | 3  | 2  | 4  | ?  | ?  | ?   | 8   |
| 5   | Colo-Colo B          | 9  | 3  | 2  | 4  | ?  | ?  | ?   | 8   |
| 6   | Green Cross          | 9  | 3  | 2  | 4  | ?  | ?  | ?   | 8   |
| 7   | Magallanes B         | 9  | 3  | 1  | 5  | ?  | ?  | ?   | 7   |
| 8   | Unión Española B     | 9  | 3  | 1  | 5  | ?  | ?  | ?   | 7   |
| 9   | Santiago Morning B   | 9  | 1  | 2  | 6  | ?  | ?  | ?   | 4   |
| 10  | Audax Italiano B     | 9  | 0  | 1  | 8  | ?  | ?  | ?   | 1   |

Pos = Posición; PJ = Partidos jugados; PG = Partidos ganados; PE = Partidos empatados; PP = Partidos perdidos; GF = Goles a favor; GC = Goles en contra; Dif = Diferencia de gol; Pts = Puntos
|  | Campeón |

## Campeón
| Universidad de Chile                   |
| Campeón Universidad de Chile 2° título |